# Menemerus cummingorum
Menemerus cummingorum là một loài nhện trong họ Salticidae.
Loài này thuộc chi Menemerus. Menemerus cummingorum được Wanda Wesołowska miêu tả năm 2007.